# Cantone di Behren-lès-Forbach
Il Cantone di Behren-lès-Forbach era una divisione amministrativa dell'arrondissement di Forbach.
È stato soppresso a seguito della riforma complessiva dei cantoni del 2014, che è entrata in vigore con le elezioni dipartimentali del 2015.
Comprendeva i comuni di:
- Behren-lès-Forbach
- Bousbach
- Cocheren
- Diebling
- Farschviller
- Folkling
- Metzing
- Morsbach
- Nousseviller-Saint-Nabor
- Œting
- Rosbruck
- Tenteling
- Théding